# Gruppo Sportivo Almas Roma 1979-1980
Questa pagina raccoglie le informazioni riguardanti l'ALMAS Roma nelle competizioni ufficiali della stagione 1979-1980.

## Rosa
| N. |                   | Ruolo | Calciatore       |
| -- | ----------------- | ----- | ---------------- |
|    | Italia (bandiera) | P     | Stefano Tontini  |
|    | Italia (bandiera) | D     | Augusto Agostini |
|    | Italia (bandiera) | D     | Aldo Anzuini     |
|    | Italia (bandiera) | D     | Stefano Astolfi  |
|    | Italia (bandiera) | D     | Fabio Dal Monte  |
|    | Italia (bandiera) | D     | Orlando Deriu    |
|    | Italia (bandiera) | D     | Alfredo Fulvi    |
|    | Italia (bandiera) | D     | Marco Pasqualini |
|    | Italia (bandiera) | C     | Massimo Bianchi  |
|    | Italia (bandiera) | C     | Claudio Cesari   |
|    | Italia (bandiera) | C     | Paolo De Simoni  |

| N. |                   | Ruolo | Calciatore           |
| -- | ----------------- | ----- | -------------------- |
|    | Italia (bandiera) | C     | Ettore Groppi        |
|    | Italia (bandiera) | C     | Marinucci            |
|    | Italia (bandiera) | A     | Fiorenzo Castellani  |
|    | Italia (bandiera) | A     | Giuseppe Cesandri    |
|    | Italia (bandiera) | A     | Bernardino Romagnoli |
|    | Italia (bandiera) | A     | Vittorio Venutolo    |
|    | Italia (bandiera) | A     | Ronaldo Zamberla     |
|    | Italia (bandiera) |       | Giammei              |
|    | Italia (bandiera) |       | Pasutto              |
|    | Italia (bandiera) |       | Scagliola            |